# Conopalpus brevicollis
Conopalpus brevicollis là một loài bọ cánh cứng trong họ Melandryidae. Loài này được Kraatz miêu tả khoa học năm 1855.